# Svetlana Kormilitsyna
Svetlana Verteletskaïa, née Kormilitsyna le 11 août 1984, est une escrimeuse russe, spécialiste du sabre.
Elle est championne d'Europe 2010 à Leipzig, quelques mois avant de devenir championne du monde par équipe sous la verrière du Grand Palais lors des championnats du monde 2010 à Paris avec ses coéquipières Sofia Velikaïa, Dina Galiakbarova et Julia Gavrilova.

## Palmarès
- Championnats du monde
  -  Médaille d'or par équipes aux championnats du monde 2004
  -  Médaille d'or par équipes aux championnats du monde 2010 à Paris
  -  Médaille de bronze par équipes aux championnats du monde 2007 à Saint-Pétersbourg
  -  Médaille d'argent par équipes aux championnats du monde 2005 à Leipzig

- Championnats d'Europe
  -  Médaille d'or en individuel aux championnats d'Europe 2010 à Leipzig
  -  Médaille d'argent par équipe aux championnats d'Europe 2010 à Leipzig
  -  Médaille d'argent par équipes aux championnats d'Europe 2009
  -  Médaille de bronze par équipes aux championnats d'Europe 2007 à Gand
  -  Médaille d'argent par équipes aux championnats d'Europe 2005 à Zalaegerszeg
  -  Médaille d'or au sabre par équipes aux championnats d'Europe 2004 à Copenhague